# A főnök (film)
A főnök (eredeti cím: The Boss) 2016-ban bemutatott amerikai filmvígjáték.
Ben Falcone, Melissa McCarthy és Steve Mallory forgatókönyve alapján Ben Falcone rendezte. A producerek közt található McCarthy és Falcone mellett Will Ferrell, Adam McKay és Chris Henchy. A film zenéjét Christopher Lennertz szerezte. A főbb szerepekben Melissa McCarthy, Kristen Bell, Kathy Bates, Tyler Labine és Peter Dinklage látható.
Az Amerikai Egyesült Államokban 2016. április 8-án jelent meg a Universal Pictures forgalmazásában, Magyarországon 2016. április 7-én mutatták be a mozikban.
Michelle Darnell, sikeres vállalkozó börtönbe kerül bennfentes kereskedelem miatt. Öt hónappal később szabadul, és kénytelen összeköltözni egy régi alkalmazottjával, akit korábban kínzott, sok időt tölt annak lányával, és elhatározza, hogy csokoládétorta-üzletet indít.

## Cselekmény
Michelle Darnell a 47. leggazdagabb nő Amerikában, és sikeres vállalkozó. Nagyszabású, fellengzős műsorokkal prédikál a nézőinek, hogyan lehet meggazdagodni. Michelle-nek nehéz sorsa volt, de ezt titkolja a nyilvánosság és a munkatársai elől. Nagyrészt egy zárdában nevelkedett, amelyet Aluminata nővér vezetett. A kolostor igyekezett őt családhoz adni, de ez mindig kudarcot vallott, és visszavitték. Michelle azonban rájött, hogy ambiciózus munkával el lehet érni a célokat, így lett Amerika 47. leggazdagabb nője. Legközelebbi munkatársaival, testőrével, Titóval és titkárnőjével, Claire-rel olyan hétköznapi dolgokról beszélget, mint a fogfehérítés.
Ám éppen akkor menekül meg a kényes témától egy beszélgetős műsorban, amikor a műsorvezető a zárdában töltött gyermekkoráról kérdezte. Michelle-t ugyanis letartóztatják bennfentes kereskedelem gyanújával, és néhány hónapra börtönbe kerül.
Amikor kiszabadul, rájön, hogy minden pénzét és vagyonát elvesztette. Sok korábbi barátja és üzlettársa elfordul tőle. Köztük van Tito és korábbi üzlettársa, Bryce Crean is. Michelle nem tudja, hogy korábbi viszonya, Renault áll az elutasítások mögött. Éppen egykori munkatársa, Claire, akivel mindig is a legrosszabbul bánt, veszi magához. Engedi, hogy Michelle vele és kislányával, Rachellel maradjon. Claire egy kisebb cégnél dolgozik, amelyet Dana Dandridge vezet.
A Bryce Creantől kapott elutasítás után Michelle nincs jól, és naphosszat a kanapén heverészik. Ez nem tetszik Claire-nek, aki sürgeti Michelle-t, hogy vigye el kislányát, Rachelt a Dandelion Meetupba, egy csoportba, amely Sandy vezetésével süteményeket árul. Az akció az állatjólétért száll síkra, és a gyerekek ennek eredményeképpen jelvényeket szereznek.
Michelle felismeri az üzleti siker lehetőségét a sütieladásban, és saját vállalkozást indít a gyerekekkel. Teszi ezt azért, hogy anyagilag biztosítsa magát, és hogy megmutassa a pitypangos találkozóhely túlérzékeny anyjának, Helennek, hogy ő jobban tudja kezelni a pénzbevételt, mint Helen, és hogy a gyerekek az ő csoportjában jobban éreznék magukat.
Michelle új üzletet alapít, és Rachel segítségével sok diákot toboroz a csoportjába. Claire-t is bevonja a dologba azzal, hogy felhasználja a brownie-receptjét, és megkéri, hogy készítsen brownie-kat. Michelle némi mérlegelés után beveszi Claire-t társnak, így ő felmond a munkahelyén.

## Szereplők
| Szereplők              | Színészek        | Magyar hangok     |
| ---------------------- | ---------------- | ----------------- |
| Michelle Darnell       | Melissa McCarthy | Börcsök Enikő     |
| Claire                 | Kristen Bell     | Vadász Bea        |
| Renault                | Peter Dinklage   | Láng Balázs       |
| Rachel                 | Ella Anderson    | Györke Laura      |
| Mike                   | Tyler Labine     | Seszták Szabolcs  |
| Ida Marquette          | Kathy Bates      | Molnár Piroska    |
| Stephan                | Timothy Simons   | Minárovits Péter  |
| Helen                  | Annie Mumolo     | Pokorny Lia       |
| Sandy                  | Kristen Schaal   | Kokas Piroska     |
| Dana                   | Cecily Strong    | Farkasinszky Edit |
| Tito                   | Cedric Yarbrough | Bognár Tamás      |
| Keller                 | Mary Sohn        | Szakál-Szűcs Kata |
| Chrystal               | Eva Peterson     | Laudon Andrea     |
| Hannah                 | Presley Coley    | Kántor Kitty      |
| Marty                  | Ben Falcone      | Király Adrián     |
| Gayle                  | Gayle King       | Szórádi Erika     |
| Kenny                  | Larry Dorf       | Galbenisz Tomasz  |
| Carl                   | Steve Mallory    | Takátsy Péter     |
| További magyar hangok  |                  |                   |
| Sági Tímea, Tóth Judit |                  |                   |

## Fordítás
- Ez a szócikk részben vagy egészben  a   The Boss (2016) című német Wikipédia-szócikk fordításán alapul.  Az eredeti cikk szerkesztőit annak laptörténete sorolja fel. Ez a jelzés csupán a megfogalmazás eredetét és a szerzői jogokat jelzi, nem szolgál a cikkben szereplő információk forrásmegjelöléseként.
- Ez a szócikk részben vagy egészben  a   The Boss (film 2016) című olasz Wikipédia-szócikk fordításán alapul.  Az eredeti cikk szerkesztőit annak laptörténete sorolja fel. Ez a jelzés csupán a megfogalmazás eredetét és a szerzői jogokat jelzi, nem szolgál a cikkben szereplő információk forrásmegjelöléseként.